# Songkhla (stad)
Songkhla (Thais: สงขลา, vroeger:Singhala stad van de leeuwen Maleis: Singora) is een stad in Zuid-Thailand. Het is de hoofdstad van de provincie Songkhla en het district Songkhla. De stad heeft ongeveer 74.000 inwoners.
Songkhla is de enige provinciehoofdstad in Thailand die niet de grootste stad in de betreffende provincie is. Hat Yai is door zijn ligging aan een knooppunt van spoorlijnen en wegen een belangrijkere en grotere stad in de provincie.

## Geschiedenis
Op 3 april 2005 werd Songkhla opgeschrikt door een bomaanslag bij het Green World Palace Hotel. Bij deze aanslag vielen geen doden of gewonden. Op hetzelfde moment werden er in Hat Yai 2 bomaanslagen gepleegd op dezelfde manier, namelijk via een op afstand tot ontploffing gebrachte bom.